# Rådhuset i Trondheim
Det nye Rådhuset i Trondheim ligger i Munkegata 1 og er i dag mødelokale for bystyret, formandskabet og arbejdsplads for kommunens centraladministration. Bygningen som blev tegnet af arkitekterne Lars Solberg og Johan Christensen og er en stor toetagers bygning i historicistisk stil. Bygningen har to korte sidefløje og en bred midterrisalit. Rådhuset rummer også en stor del af Trondheim bys kunstsamlinger, blandt andet ordførergalleriet. Byg

## Historie
Det nye rådhus blev opført i 1895–96 som tilholdssted for Trondhjems Tekniske Læreanstalt. Efter at den blev afviklet tog Trondhjems tekniske mellomskole over. Den holdt til i bygningen frem til 1929, da den blev overtaget af kommunen. Efter en omfattende ombygning ved arkitekt Carl J. Moe flyttede byens administration ind i 1930.